# Sphaerospira appendiculata
Sphaerospira appendiculata är en snäckart som först beskrevs av Reeve 1854.  Sphaerospira appendiculata ingår i släktet Sphaerospira och familjen Camaenidae. Inga underarter finns listade i Catalogue of Life.